# Bautastein von Gjerde
Der Bautastein von Gjerde ist ein Menhir auf dem Friedhof von Etne am Etnefjorden in Gjerde im Fylke Vestland in Norwegen.
Der etwa 6,0 Meter hohe und 40 cm breite Bautastein steht fast vertikal und hat einen runden Querschnitt und eine scharfe Spitze. Die Oberfläche ist im Vergleich zu anderen Menhiren glatt. In der Neuzeit hat jemand fast an der Spitze des Steins ein Kreuz eingeschnitzt.
Manche Menhire stehen in keinem Zusammenhang mit erkannten Gräbern. Es kann sein, dass sie als Grenzmarkierung dienten. Dazu gehören mehrere Steine in Fana in Bergen, wo im Mittelalter in Hordaland eine historische Grenze war.
In der Nähe liegen die Felsritzungen am Helgaberget, der Runenstein von Grindheim und der Bautasteine von Erland.